# Port lotniczy Ruse
Port lotniczy Ruse – port lotniczy położony w Ruse, w Bułgarii. Obsługuje połączenia krajowe.